# Municipio de Woodbury (condado de Blair)
El municipio de Woodbury (en inglés: Woodbury Township) es un municipio ubicado en el condado de Blair en el estado estadounidense de Pensilvania. En el año 2000 tenía una población de 1.637 habitantes y una densidad poblacional de 19.4 personas por km².

## Geografía
El municipio de Woodbury se encuentra ubicado en las coordenadas 40°30′06″N 78°09′29″O / 40.50167, -78.15806.

## Demografía
Según la Oficina del Censo en 2000 los ingresos medios por hogar en la localidad eran de $35,170 y los ingresos medios por familia eran $40,132. Los hombres tenían unos ingresos medios de $30,667 frente a los $21,691 para las mujeres. La renta per cápita para la localidad era de $14,946. Alrededor del 10,1% de la población estaban por debajo del umbral de pobreza.